# Presa Bombaná
La Central Hidroeléctrica Bombaná, o Presa Bombaná, es la presa más antigua construida en el estado de Chiapas, en México, datando del año 1940.
Está ubicado en el cauce el Río Bombaná, en el municipio de Soyaló, y tiene una potencia instalada de 5.24 megawatts para generación de energía eléctrica.